# Разстрел на Марсово поле
Разстрел на Марсово поле (на френски: Fusillade du Champ-de-Mars) или клане на Марсово поле по време на Френската революция е разстрелът на невъоръжена демонстрация, проведена на Марсово поле в Париж на 17 юли 1791 г. в подкрепа на петиция за премахване на монархията.

## Предистория
От първите дни на революцията започва Френските аристократи започват за напускат страната и да заминават в чужбина. Връх на емиграционните процеси бележи опитът за бягство на краля и неговото семейство, извършен на 20 юни 1791 г. Това събитие е изненадващо за Учредителното събрание, като по този начин кралският двор демонстрира, че всички надежди, че ще приеме конституционна монархия, са неоснователни. Народът е обхванат от негодувание. Пред очевидното предателство, изпълнено с опасни последици за революцията, масите започват да се въоръжават по същия начин, както при превземането на Бастилията, точно 2 години преди това, тоест с открита сила, и в сградите, отнети от духовенството. Възражда се настроението от края на юни и началото на юли 1789 г.
Вечерта на 22 юни жителите на Париж и депутатите в Учредителното събрание научават, че кралят е арестуван във Варен. Бегълците са върнати обратно до столицата. Те са посрещнати с гробовно мълчание от хората, стълпили се по улиците. Събитията от тези дни са наречени „Варенска криза“.
Очевидното за всички предателство на краля поражда остра политическа криза. Идеята за премахване на монархията и установяване на републикански режим продължава да набира скорост. Клубът на корделиерите и „Световната федерация на приятелите на истината“ застават начело на движение, което настоява за абдикацията на краля-предател. Дантон, Шомет, Кондорсе са пламенни поборници за създаването на република във Франция. Местните клонове на якобинския клуб изпращат петиции до Париж с искане за незабавна абдикация на краля и кралицата. Сега това движение придобива много поддръжници не само в столицата, но и в провинциите.
След бягството депутатите от Учредителното събрание временно отстраняват краля от властта. Те не губят надежда да установят конституционна монархия и да дадат отпор на поддръжниците на републиката. За момента те не виждат алтернатива на монархията и не искат да настъпи объркване точно преди приемането на конституцията. Затова депутатите полагат всички усилия да спасят силно разклатената репутация на френския крал и решават да представят ситуацията така, все едно кралят е бил отвлечен при заговор на аристократи начело с маркиз Дьо Буйе. Реабилитирането на краля е утвърдено под формата на указ на Учредителното събрание, в който се лансира версията за „отвличане на краля“ с цел да бъде компрометиран. На 16 юли събранието възстановява всичките му правомощия на конституционен монарх при условие, че ще приеме конституцията.
Корделиерите започват агитация срещу тази политика на Учредителното събрание. Те съставят петиция с призив за гражданско неподчинение на незаконната власт на краля-предател. На 16 юли техни представители отиват в якобинския клуб, призовавайки за подкрепа на петицията срещу краля. По време на обсъждането на този въпрос става първото разделяне на якобинците. Лявото им крило подкрепя петицията, докато дясното, което се състои предимно от „Обществото от 1789 г.“ (Барнав, Дюпорт, Александър Ламет и техните поддръжници), демонстративно напуска събранието и клуба, основавайки нов политически клуб на фьойаните.
На 16 юли корделиерите призовават хората да се съберат на Марсово поле, за да приемат петиция за премахване на монархията във Франция, премахване на правото на собственост и преизбиране на депутати в Учредителното събрание. Текстът ѝ е съставен от корделиери и якобинци и редактиран от Жак-Пиер Брисо, един от най-известните водачи на революцията и редактор на „Френски патриот“ (на френски: Le patriote français).
Предната вечер, на 15 юли, се провежда среща в къщата на Дантон с Камий Демулен, Гийом Брюн и Лапойп, с оглед предприемане на мерки за увеличаване на броя на подписите и популяризиране на движението из департаментите. Сутринта на 16 юли демонстрантите се събират в якобинската църква и изслушват петицията, която завършва така: „Долуподписаните французи изискват официално Националното събрание да приеме от името на нацията отричането на Луи XVI от короната... и да се погрижи да му назначи приемник с помощта на всички конституционни средства, при което долуподписаните заявяват, че никога няма да признаят Луи XVI за свой крал, освен ако болшинството от нацията не изрази желание, противно на изразеното в тази петиция“. Петицията е одобрена и вносителите, опитвайки се да спазват върховенството на закона, предупреждават общинските власти за намерението си да отидат на Марсово поле, където да проведат митинг при Олтара на отечеството и да огласят документа.
На 16 юли четирима комисари (включително Дантон) застават в четирите ъгъла на Олтара на Отечеството и едновременно изчитат петицията. Републиканците обаче не са доволни от петицията, много от тях изготвят други петиции. Тези от тях, които подписват първоначалния вариант, задраскват втората половина на фразата „и да се погрижи да му назначи приемник...“. Други добавят „и никой друг“ след думите „Луи XVI като свой крал“. Дори са разпространени отпечатани текстове с такава добавка. Комисарите протестират и отиват да се консултират с якобинския клуб, което води до четиричасови дебати. Накрая е решено оригиналният текст да бъде запазен без никакви промени. Същевременно обаче става известно, че Събранието вече е издало своя указ за „отвличането на краля“ и се приема решение петицията да се отмени.

## Ход на събитията на 17 юли
В неделя сутринта на 17 юли якобинците нареждат да спре отпечатването на петицията, а на гражданите на Марсово поле е съобщено, че тя ще бъде изоставена. Междувременно, по призив на клуба на корделиерите, хиляди парижани, предимно работници и занаятчии, се стичат към Марсово поле, за да подпишат петицията, изискваща детронирането на краля. Те съставят нов текст, под който се подписват 6000 души, но нито един от известните якобинци. В нея се заявява, че „престъплението на краля е доказано, той е абдикирал“и че е необходимо „да се свика нов учредителен орган на властта, за да се намери общонационален подход към осъждането на виновника и най вече към заменянето му и структурирането на нова изпълнителна власт“:с. 97 – 8.
Учредителното събрание призовава всички органи на властта да гарантират спазването на законите и общественото спокойствие. Кметът на Париж Байи намира демонстрацията за противоконституционна и нарежда да бъде разпръсната със сила. Към Марсово поле се придвижват войските на Националната гвардия под командването на дьо Лафайет. Те разпръсват тълпата в опит да поддържат обществения ред и успешно запазват спокойна обстановка, но само до момента, когато тълпата, водена от Дантон и Демулен, се завръща още по-многобройна. Тази тълпа е по-решителна от предишната и представлява по-голяма заплаха за сигурността. Лафайет отново се опита да разпръсне множеството. В отговор тълпата хвърля камъни по Националната гвардия. След като неуспешно са произведени няколко предупредителни изстрела, Националната гвардия открива огън директно по хората. Убити са около 50 души, а стотици са ранени. За първи път една част от третото съсловие излиза с оръжие срещу друга част от него.
Репресиите срещу мирната демонстрация са последвани от наказателни мерки. На 18 юли Учредителното събрание издава указ, строго наказващ „метежниците“, постановявайки да започне съдебно преследване срещу тях. Републиканците са тормозени и арестувани, а техните печатни издания забранени.

## Последици
Стрелбата на Марсово поле показва докъде е стигнало разграничението в третото съсловие. Умерените конституционалисти, които са се борили срещу кралския абсолютизъм в началото на революцията, сега защитават монархията, която напразно се опитват да реформират. Настъпва разцепление в якобинския клуб. Още на 16 юли, след приемането на петицията за сваляне на краля, почти всички негови членове, депутати от Учредителното събрание, напуснаха клуба. Тези депутати – привърженици на Лафайет и Барнав – сформираха новия клуб на фьойаните.
Учредителното събрание след 17 юли рязко завива надясно. Засилва се преследването на демократи и републиканци, наречени от съвременниците им „трицветен терор“. Започва разследване на събитията от 17 юли. Около 200 души са арестувани, 14 души бяха изправени пред правосъдието, трима от тях – Демулен, Лежандър, Сантер – се укриват, след това и Марат. Дантон заминава за Англия. Клубът на корделиерите е затворен и успява да възобнови заседанията си едва в края на юли. Няколко вестника, отличаващи се с републиканска ориентация, са затворени.
В последния момент са внесени поправки в подготвената конституция, всички те с консервативен характер. Ролята на краля получава малко повече тежест, министрите получават право да участват в парламентарните дебати, увеличава се имущественият ценз на електорите. Ревизираната конституция е гласувана на 3 септември и приета от краля на 13 септември. На 30 септември Учредителното събрание се саморазпуска.